# Щанець (гміна)
Гміна Щанець (пол. Gmina Szczaniec) — сільська гміна у північно-західній Польщі. Належить до Свебодзінського повіту Любуського воєводства.
Станом на 31 грудня 2011 у гміні проживало 3920 осіб.

## Площа
Згідно з даними за 2007 рік площа гміни становила 112.92 км², у тому числі:
- орні землі: 67.00%
- ліси: 26.00%

Таким чином, площа гміни становить 12.05% площі повіту.

## Населення
Станом на 31 грудня 2011:
| Опис     | Загалом | Загалом | Чоловіки | Чоловіки | Жінки | Жінки |
| -------- | ------- | ------- | -------- | -------- | ----- | ----- |
| одиниця  | осіб    | %       | осіб     | %        | осіб  | %     |
| все      | 3920    | 100     | 1918     | 48.93    | 2002  | 51.07 |
| міське   | 0       | 100     | 0        |          | 0     |       |
| сільське | 3920    | 100     | 1918     | 48.93    | 2002  | 51.07 |

## Сусідні гміни
Гміна Щанець межує з такими гмінами: Бабімост, Збоншинек, Сулехув, Тшцель, Свебодзін.